# Dermasilk
Dermasilk to bielizna i odzież lecznicza, uszyta z modyfikowanej przędzy jedwabnej (pozostawiono czystą fibroinę, usuwając serycynę), trwale związanej ze środkiem przeciwdrobnoustrojowym AEM 5772/5.

## Mechanizm działania
Jedwab jest naturalnym białkiem zwierzęcym o strukturze przypominającej włos ludzki. Posiada on właściwości termoregulacyjne, dzięki czemu osoby ubrane w odzież jedwabną odczuwają ciepło w chłodnym klimacie i chłód przy ciepłej pogodzie. Jest to szczególnie istotne u pacjentów z wypryskiem, gdyż pozwala na zachowanie względnie stałej temperatury skóry. Jedwab jest w stanie absorbować wilgoć do 30% własnego ciężaru, zanim staje się odczuwalnie wilgotny. Jest to kolejna właściwość jedwabiu istotna dla pacjentów z wypryskiem, ponieważ pomaga on kontrolować utratę wilgoci działając jak druga skóra o własnej barierze wilgoci. Włókna czystego jedwabiu mają długość przekraczającą 1000 metrów. Ich końcówki nie odstają więc od tkaniny np. przy zmianie temperatury lub wilgotności otoczenia, każde włókno jest gładkie i ma cylindryczny kształt, co eliminuje ryzyko podrażnień.
W Dermasilk dzianinę jedwabną trwale związano metodą silanową z molekułą AEM 5772/5 - niemigrującym środkiem przeciwdrobnoustrojowym zapewniającym czystość mikrobiologiczną materiału a tym samym ograniczającą kolonizacje skóry przez bakterie (np. Staphylococcus Aureus) i grzyby (np. Candida)

## Wskazania
- atopowe zapalenie skóry
- wyprysk kontaktowy
- kandydoza pochwy
- skórne zaburzenia okołomenopauzalne
- zapalenia sromu i pochwy (vulvovaginitis)
- stopa cukrzycowa
- pleśniawka
- grzybica pachwin
- grzybica stóp
- obrzęk skóry podudzia

## Profil bezpieczeństwa
W ciągu 30 lat stosowania środka AEM 5772/5 nie zgłaszano reakcji niepożądanych.
AEM 5772/5 jest niemigrującym, nietoksycznym, niedrażniącym i nieuczulającym dla ludzkiej skóry czynnikiem. Jest to wniosek z szeroko zakrojonych badań toksyczności cząsteczki przeciwdrobnoustrojowej AEM 5772/5. Ponadto tkaniny z dodatkiem AEM 5772/5 były poddawane laboratoryjnym badaniom przedklinicznym wskazanym dla produktów medycznych mających kontakt ze skórą (m.in. badania na hodowlach tkankowych, ostra toksyczność ogólnoustrojowa, podrażnienie śródskórne, podrażnienie oczu, hemoliza, powtarzany
skórny test płatkowy, badania wypłukiwania w środowisku śliny fizjologicznej, wody i sztucznego potu ludzkiego).
Czynnik AEM 5772/5 eliminuje drobnoustroje mechanicznie (przerywając błonę komórkową), a nie chemicznie (wpływając na metabolizm drobnoustrojów), dzięki czemu nie wytwarza oporności mikroorganizmów. Nie wypłukuje się z materiału, co zostało udowodnione w badaniach in vitro porównujących materiały z różnymi innymi czynnikami przeciwdrobnoustrojowymi.